# Mike Parson
Michael Lynn (Mike) Parson (Wheatland, 17 september 1955) is een Amerikaanse politicus van de Republikeinse Partij. Van juni 2018 tot januari 2025 was hij gouverneur van de Amerikaanse staat Missouri. Eerder was hij onder meer luitenant-gouverneur van diezelfde staat.

## Biografie
Mike Parson groeide op in Hickory County, een landelijk gebied in centraal-Missouri. In 1973 rondde hij zijn middelbare school af, waarna hij tussen 1975 en 1981 actief was in het Amerikaanse leger. Daar diende hij bij het Military Police Corps en werkte hij zich op tot sergeant. Hiernaast volgde Parson avondstudies aan de Universiteit van Maryland en de Universiteit van Hawaii.
Na zijn militaire dienst keerde Parson in 1981 terug naar Missouri. Hij ging zich bezighouden met uiteenlopende werkzaamheden, waaronder het beheren van een benzinestation en het oprichten van een eigen veebedrijf. Tevens ging hij aan de slag als forensisch onderzoeker in Polk County, waar hij vanaf 1993 bovendien twaalf jaar actief was als sheriff. Met zijn vrouw Theresa, met wie hij in 1985 trouwde, kreeg Parson twee kinderen.

### Politiek
Zijn eerste stappen in de politiek zette Parson in 2004, toen hij zich namens de Republikeinse Partij verkiesbaar stelde voor een zetel in het Huis van Afgevaardigden van Missouri. Hij slaagde erin te worden verkozen en trad aan in januari 2005. Hierna werd hij nog tweemaal herkozen: in 2006 en 2008. Na drie termijnen besloot Parson een overstap te wagen naar de Senaat van de staat, waarin hij na zijn zege bij de verkiezingen van 2010 ook daadwerkelijk zitting mocht nemen. In 2014 werd hij herkozen voor een tweede termijn als senator, maar diende deze niet uit.
In 2016 stelde Parson zich aanvankelijk kandidaat voor de gouverneursverkiezingen in Missouri. Tijdens de campagne veranderde hij echter van gedachten; hij besloot zich verder toe te leggen op het bemachtigen van de post van luitenant-gouverneur. Parson wist deze verkiezing vrij gemakkelijk te winnen en werd op 9 januari 2017 beëdigd. Hij diende hierna onder gouverneur Eric Greitens, die op dezelfde datum begon aan zijn eerste ambtstermijn.

#### Gouverneurschap
Op 1 juni 2018 trad gouverneur Greitens vroegtijdig af na verschillende schandalen. Luitenant-gouverneur Parson was de eerste in lijn van opvolging en kreeg zodoende de taak om de ambtstermijn van Greitens, die nog tot 2021 liep, te voltooien. In een eenvoudige ceremonie in de hoofdstad Jefferson City werd Parson ingezworen als de nieuwe gouverneur van Missouri. Hij wees Mike Kehoe aan als nieuwe luitenant-gouverneur, maar werd hierbij direct teruggefloten door de Democratische Partij, die meende dat een gouverneur volgens de grondwet van Missouri de bevoegdheid ontbeerde om een dergelijke benoeming te doen. Het hooggerechtshof van de staat sprak later echter alsnog zijn goedkeuring uit over de aanstelling van Kehoe. In mei 2019 tekende Parson een strenge wet, die abortus na acht weken zwangerschap strafbaar stelde in Missouri.
Bij de gouverneursverkiezingen van 2020 werd Parson met 57% van de stemmen verkozen voor een volledige eigen ambtstermijn. Als gouverneur trachtte hij de soepele wapenwetten in zijn staat te beschermen en verzette hij zich (tevergeefs) tegen de invoering van de Patient Protection and Affordable Care Act.
Onder Parsons bestuur werd in Missouri dertien keer de doodstraf uitgevoerd. Onder de geëxecuteerden waren de mogelijk onschuldige Marcellus Williams en de voor moord veroordeelde Amber McLaughlin, de eerste openlijke transgendervrouw die in de Verenigde Staten de doodstraf kreeg. Tegelijkertijd verleende Parson clementie aan meer dan 800 gedetineerden.
Na twee termijnen mocht Parson zich in 2024 niet nogmaals verkiesbaar stellen als gouverneur. Luitenant-gouverneur Kehoe volgde hem op 13 januari 2025 op.